# Trattenbach (Dolna Austria)
Trattenbach – gmina w Austrii, w kraju związkowym Dolna Austria, w powiecie Neunkirchen. Według Austriackiego Urzędu Statystycznego liczyła 553 mieszkańców (1 stycznia 2017).